# Nhà quan tài
Nhà quan tài, còn được gọi là nhà hòm hay nhà lồng (籠屋; Lung ốc), là một loại "nhà" chỉ đủ lớn cho một chiếc giường tầng được vây quanh bởi một cái lồng bằng kim loại hoặc bằng những tấm ván gỗ, tấm nhựa. Mặc dù là một đô thị hoa lệ với nhiều tòa nhà chọc trời nhưng tính đến năm 2007, có khoảng 53.200 người sống trong các nhà lồng; năm 2015 con số này là 200.000 với hơn 88.000 căn nhà siêu nhỏ (theo thống kê của Xử Thống kê chính phủ). Nhà lồng có nguồn gốc từ Hồng Kông, và chủ yếu tồn tại ở các khu trung tâm cũ như Thâm Thủy Bộ, Vượng Giác, Thổ Qua Loan và Đại Giác Chủy.
Việc sống trong nhà lồng gần như chỉ khá hơn người vô gia cư. Nhìn chung, đối tượng cư trú thường là những người có thu nhập thấp, bao gồm cả người già, con nghiện và một số lao động phổ thông, tay nghề thấp. Báo cáo từ Hội đồng Lập pháp Hồng Kông năm 2008 cho thấy những người sống trong nhà lồng là những người không đủ điều kiện nhận phúc lợi xã hội hay trợ cấp tiền thuê nhà, tiền điện. Hầu hết cư dân là nam giới. Phần lớn nhà lồng đều không an toàn và các điều kiện sống khác thường kém.
Mặc dù thường được gọi là nhà lồng nhưng chúng được Chính phủ Hồng Kông phân loại là "nhà giường" (牀位寓所; bedspace apartments). Theo Pháp lệnh Nhà giường, thuật ngữ "nhà giường" dùng để chỉ ngôi nhà có từ 12 người trở lên thuê riêng lẻ. Việc cho thuê nhà lồng là hợp pháp, nhưng trước đó chủ nhà phải xin giấy phép đặc biệt.

## Lịch sử
Nhà lồng dần phổ biến trong thập niên 1950 và 1960. Trong thời kỳ Quốc–Cộng nội chiến thứ hai, một lượng lớn người đại lục đã di cư đến Hồng Kông. Kinh tế Hồng Kông phát triển kéo theo việc gia tăng tỉ lệ sinh tự nhiên cùng với lượng dân di cư đã khiến dân số tăng đáng kể từ 2.015.300 người năm 1951 lên đến 3.129.648 người năm 1961. Để đối phó với tình trạng này, Hồng Kông đã cho xây dựng một số khu nhà ở công cộng. Tuy nhiên, chính quyền lại không thể giải quyết gánh nặng do lao động nhập cư Trung Quốc mang lại, cũng như không có chính sách nhà ở hoặc bảo hộ lao động vào thời điểm đó. Do đó, nhà lồng trở nên phổ biến đối với người lao động nhập cư vì tiền thuê nhà thấp.
Ngày nay, nhiều người vẫn sống trong nhà quan tài. Chính phủ Hồng Kông đã giảm hạn ngạch nhà ở công cộng, đồng thời thiết lập hệ thống chấm điểm cho những người muốn sống tại đây. Ngoài ra, theo điều lệ có từ thời thuộc địa (sau được đưa vào Luật Cơ bản Hồng Kông), những người nhập cư mới phải đợi bảy năm để trở thành thường trú nhân Hồng Kông. Do đó, những người nghèo thường bị buộc phải sống trong các nhà quan tài cho đến khi được cấp căn cước Hồng Kông.

## Thống kê
Số người sống trong nhà lồng theo độ tuổi năm 2007:
Tính đến năm 2007, có khoảng 53.200 người sống trong các nhà lồng. Năm 2015, chính phủ thống kê có khoảng 200.000 người sống trong 88.000 căn nhà siêu nhỏ. Báo cáo năm 2016 từ cuộc điều tra dân số tiết lộ rằng 209.700 người sống trong 92.700 phòng được chia nhỏ từ 27.100 căn hộ; trong đó có khoảng 50.000 sinh viên Hồng Kông. Cũng theo báo cáo, 55,3% trong 209.700 người cư trú tại Cửu Long (Du Tiêm Vượng, Thâm Thủy Bộ, Nguyên Lãng và Quan Đường), 22,9% ở Tân Giới và 21,8% ở đảo Hồng Kông.

## Môi trường sống
Nhà quan tài thường nằm bên trong tòa nhà cũ ở các khu đô thị. Trong đó mỗi căn hộ chung cư sẽ được phân thành nhiều phần nhỏ. Mỗi khu có hai đến ba lớp giường, được chia nhỏ bằng lồng kim loại, ván gỗ hoặc tấm nhựa. Một số thậm chí không có cửa, những người sống bên trong phải giữ tất cả đồ đạc cá nhân. Với diện tích siêu nhỏ (chỉ vài mét vuông, một người trưởng thành khó có thể nằm, đứng hoặc ngồi thẳng. Nhà lồng thiếu sáng, chật chội và nóng bức. Nhiệt độ có thể lên tới 34 độ C (93 độ F). Những người sống tại đây đôi khi phải dùng chung nhà vệ sinh và nhà bếp, vốn nổi tiếng là nặng mùi, bẩn thỉu và rất sơ sài.
Nhà lồng cũng thiếu sự riêng tư vì các lồng được bố trí quá gần nhau. Mặc dù một số nhà quan tài hiện đại có các vách ngăn phân chia thành các khu khác nhau, nhưng chúng thường chỉ bao gồm miếng gỗ hoặc bìa mỏng.

### Không an toàn
Nhà lồng thường không an toàn, do nằm bên trong những tòa nhà cũ và các biện pháp phòng cháy chữa cháy cũng không được thực hiện đầy đủ. Năm 1998, chính phủ ban hành Pháp lệnh Nhà giường (Phần 18: Biện pháp Phòng ngừa An toàn và Vệ sinh), trong đó định rõ tiêu chuẩn và yêu cầu về an toàn cháy nổ. Tuy nhiên, một số chung cư nhà lồng không phép không có đầy đủ thiết bị an toàn.  Tình hình cũng không khá khẩm là bao khi phần đa nhà lồng được cấp phép vẫn nằm trong các tòa nhà cũ nát, thiếu thiết bị phát hiện khói, hệ thống phun nước tự động và hệ thống báo cháy. Tệ hơn nữa, nhiều cư dân chỉ dùng chung một ổ cắm điện. Điện giật và rò rỉ điện thường xuyên xảy ra do chính phủ không tiến hành kiểm tra định kỳ.

### Vệ sinh
Nhà lồng thường nằm tại khu vực chật hẹp, bí bách cũng như không được dọn dẹp sạch sẽ, nên nơi đây thường có ruồi, muỗi, chuột và gián sinh sống. Môi trường bẩn thỉu trở thành nơi sinh sản của vi khuẩn, vi rút và bệnh tật. Một số nhà lồng được bao bởi khung kim loại bằng sắt, chúng dễ bị hoen gỉ trong môi trường ẩm ướt.

### Không gian chật hẹp
Vì các nhà lồng thường nằm trong các quận trung tâm cũ nên chúng thường cực kỳ nhỏ. Nhà quan tài thường chỉ rộng chưa đến 10 m², lớn hơn một chút so với buồng giam trong các nhà tù. Không gian như vậy chỉ phù hợp khi nghỉ ngơi. Theo quan sát, trung bình có khoảng 6 đến 12 người ở chung một căn hộ được chia thành nhiều nhà lồng. Dưới không gian chật hẹp và đông đúc, nhà lồng thường có hệ thống thông gió kém. Những người sống tại đây rất dễ bị các bệnh hô hấp. Ngoài ra, họ (đặc biệt là người già và người khuyết tật) khó có thể di tản khỏi tòa nhà trong trường hợp khẩn cấp.

### Đời sống tinh thần
Những người sống trong nhà quan tài thường là nạn nhân của sự cơ cực. Ảnh hưởng của việc sống trong những khu nhà dột nát, biệt lập và chật chội như vậy có thể dẫn đến tỉ lệ mắc bệnh tâm thần cao hơn. Một số người già đã mô tả cuộc sống của họ trong những ngôi nhà lồng là "chờ đợi cái chết".

## Phản ứng xã hội
CNN từng đưa tin về môi trường sống của các nhà lồng. Trong đó, họ mô tả những ngôi nhà lồng như có "kích thước của chiếc hộp đựng giày", đồng thời khẳng định rất khó để phần còn lại của thế giới tin rằng một lượng lớn người dân đang sống trong những căn hộ tồi tàn như vậy... được gọi là thành phố giàu có. Hội đồng Lập pháp Hồng Kông công bố một báo cáo về những vấn đề của nhà lồng trong năm 2008. Bản báo cáo đã đưa ra một số giải pháp cho các vấn đề của nhà lồng. Ngoài ra, việc Liên hiệp quốc gọi những căn hộ siêu nhỏ này là "nhà hòm" cũng bị một số người cho là "một sự sỉ nhục đến phẩm giá con người".